# Dwa pensy (moneta brytyjska)
Dwa pensy – brytyjska moneta wprowadzona do obiegu w 1971 roku.
Początkowo, podobnie jak w przypadku monety o nominale jeden pens, wybijano ją z brązu, a od 1992 zaczęto wytwarzać ją ze stali pokrytej miedzią. Awers monety przedstawia podobiznę brytyjskiej królowej Elżbiety II.